# OTP Bank Ukraine
ОТП Банк Україна — український банк, зареєстрований 2 березня 1998 року як «Райффайзенбанк Україна», придбаний у 2006 році угорським банком OTP Bank Plc. OTP Bank входить до найбільших банків України.

## Історія заснування
У червні 2006 року OTP Bankplc, (Угорщина) придбав одного з лідерів вітчизняного фінансового сектору — Райффайзенбанк Україна, що був заснований у березні 1998 року як банк зі 100 % іноземним капіталом.
3 2001 року Райффайзенбанк входив до 10-ки найбільших банків України. На момент придбання Банк обслуговував понад 100 тисяч клієнтів, надаючи повний спектр банківських послуг як корпоративним, так і приватним клієнтам, а також представникам малого та середнього бізнесу. Банк посідав 6-те місце серед банків України за розміром активів, капіталу та кредитно-інвестиційного портфелю і 5-те за розміром кредитів, наданих приватним клієнтам. Мережа філій нараховувала 40 банківських установ на території України. Кількість персоналу становила близько 1500 осіб.
Одним із перших на ринку банківських послуг України Райффайзенбанк почав надавати послуги структурованого торговельного фінансування, проєктного фінансування.
Станом на 2025 рік 100 % банку належить OTP Bank Plc.

## Розвиток ОТП Банк в Україні

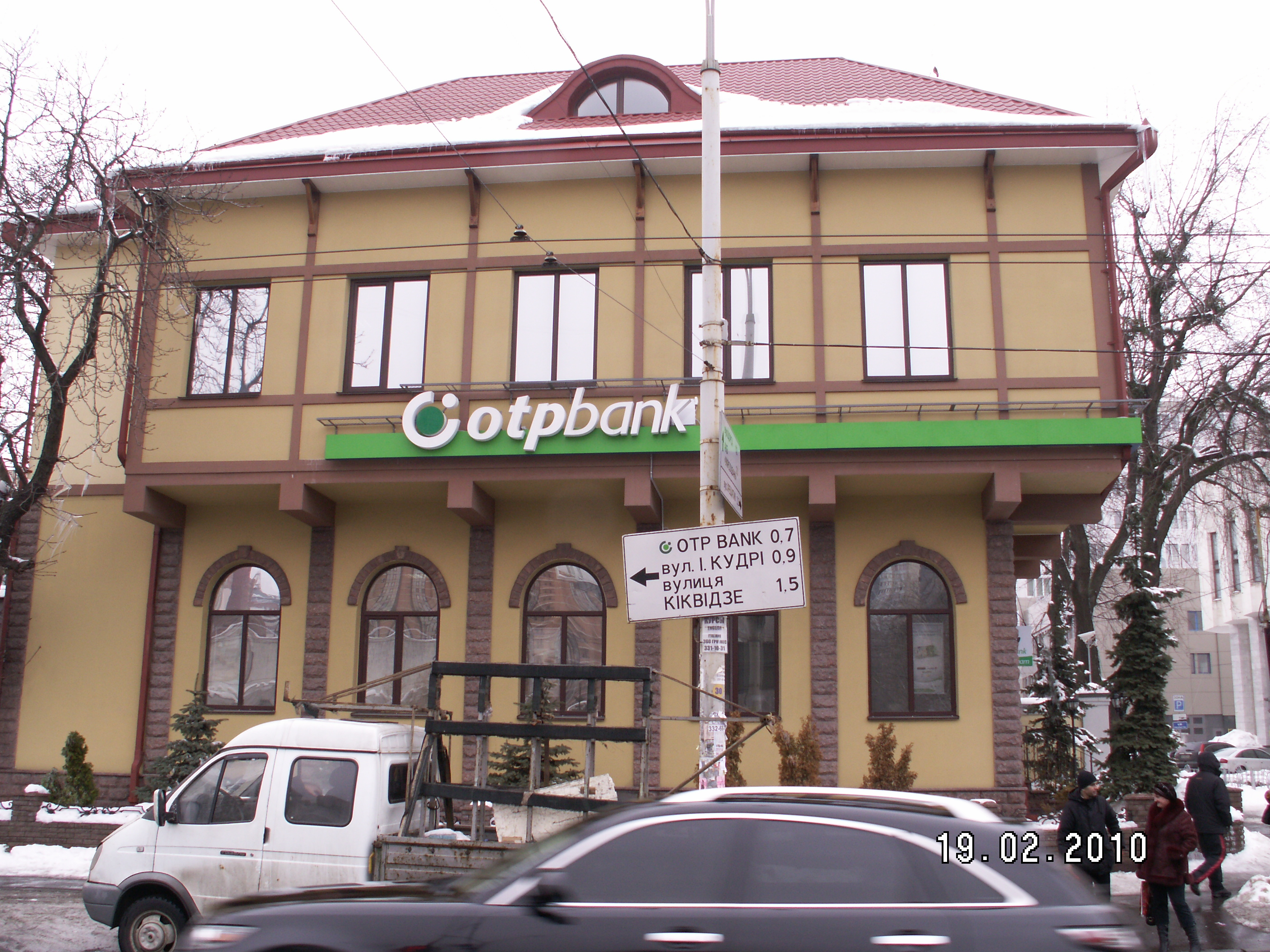
Відділення банку у Києві

Після завершення процедури придбання у листопаді 2006 року стовідсотковим власником Райффайзенбанк Україна став OTP BankPlc. і Банк, відповідно, було перейменовано в АТ «ОТП БАНК».
У 2007 році започатковано ОТП Групу в Україні. Першим кроком стало заснування компанії з управління активами «ОТП Капітал».
2008 року банк заснував лізингову компанію «ОТП Лізинг».
2014 року банк створив мобільний застосунок Smartbank.
2017 року відкрито проєкт «Агро Фабрика», створений з корпорацією IFC для спрощеного й прискореного фінансування фермерів.
2018 року банк став № 1 у кредитуванні агросектору за результатами рейтингу від журналу Landlord з Kreston GCG.
2022 — запущений автомобільний кредитний маркетплейс Ponovaby OTP Bank.

## Благодійність
2024 — проєкт «УКультура» за підтримки банку відзняв серію освітніх відеолекцій про історію українських грошей.

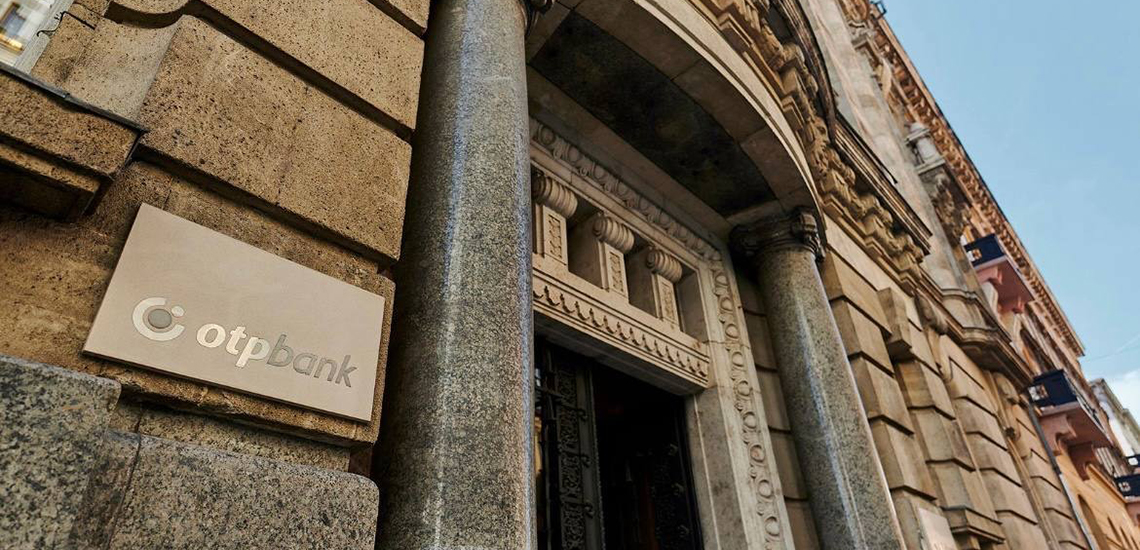
OTP Bank

Банк підтримує низку благодійних фондів, які реалізовують соціальні, освітні та інші ініціативи. За власними даними, 2024 року банк переказав фондам 42 млн грн.

## Правління
- Володимир Мудрий — голова правління.
- Лілія Лазепко — член правління, відповідає за бізнес-лінію операційної діяльності.
- Алла Бініашвілі — член правління, відповідає за бізнес-лінію корпоративного бізнесу.
- Олег Клименко — член правління, відповідає за бізнес-лінію роздрібного бізнесу.
- Тарас Проць — член правління, відповідає за бізнес-лінію ризик-менеджменту.
- Петер Андор Корек — член правління, відповідає за напрям «Фінанси».

## Нагороди
- «Банк року для МСБ» та «Лідер кредитування бізнесу» за версією видання Delo.ua та «TOП-100: Рейтинги найбільших»[8].

- Вагомий внесок у розвиток культури донорства крові в Україні від ДонорUA[9].

- 2024 — один з 5 «Банків з найкращими умовами для аграріїв» за версією Delo.ua та «TOП-100: Рейтинги найбільших»[10].

- 2024 — № 2 в номінації «Найкраща кредитна картка» від FinAwards[11].